# Szalavszky Gyula
Báró Szalavszky Gyula (Galgóc, 1846. április 12. – Kiszsámbokrét, 1936. március 7.) politikus, 1887-1890 között Nyitra, 1894-1898 között Pozsony és 1892-1899, illetve 1910-1917 között Trencsén vármegye főispánja. 

## Élete
Lengyel eredetű felvidéki családból származott. A középiskolát Nagyszombatban, jogot Pozsonyban és a budapesti egyetemen tanult. 1872-ben a báró Wodianer Albert megválasztása körüli csalásba mint összeíró bizottsági tag keveredett. 1872-ben ügyvédi oklevelet szerzett, majd Nyitrán ügyvédi gyakorlatot folytatott, több uradalom rendes ügyésze lett. A megyei közéletben is részt vett, 1883-ban Nyitra vármegye alispánjává választották. Egyik lelkes megalapítója a Felsőmagyarországi Közművelődési Egyesületnek (FEMKE), amelynek 1886-tól elnöke is lett. 
1887-1890 között Nyitra vármegye főispánja volt, majd a Szapáry Gyula gróf kormányában lett államtitkár. A közigazgatás újjászervezésére vonatkozó törvényjavaslatokat ő alkotta meg. Az ő műve volt a vármegyék rendezéséről szóló javaslat is, melyből a bekövetkezett obsturkció miatt csak két szakaszt fogadott el a törvényhozás. A kormány bukása után ő is lemondott az államtitkárságról, ekkor kapta a Szent István-rend kiskeresztjét és kinevezték Trencsén vármegye főispánjává. 1893 novemberétől egyben Pozsony vármegye és Pozsony szabad királyi város főispánja is lett. 1893 decemberétől főrendiházi tag. 1897-től valóságos belső titkos tanácsos lett.
Sokat tett Trencsén vármegye fejlesztéséért, közte az iskolahálózat kibővítéséért, illetve a magyarosodás elősegítéséért. A Vág alsó folyásának szabályozásában is érdemei vannak. 1911-ben a Trencsén Vármegyei Muzeális Egyesület alapítója, a Magyar Turista Egyesület Vágvölgyi Osztályának tiszteletbeli elnöke volt. 
A vágkohányi temetőben nyugszik.

## Emlékezete
- 1911-1918 között Trencsén főtere az ő nevét viselte
- 1913-tól utca is viselte nevét Trencsénben